# Implexe
Vous pouvez aider à l'améliorer ou bien discuter des problèmes sur sa page de discussion.
- Il peut contenir un travail inédit ou des déclarations non vérifiées. Vous pouvez l’améliorer en ajoutant des références. (Marqué depuis mai 2023)

Vous pouvez aider à l'améliorer ou bien discuter des problèmes sur sa page de discussion.
- Il ne cite pas suffisamment ses sources. Vous pouvez indiquer les passages à sourcer avec {{référence nécessaire}} ou {{Référence souhaitée}}, et inclure les références utiles en les liant aux notes de bas de page. (Marqué depuis mai 2023)

- Archive Wikiwix
- Bing
- Cairn
- DuckDuckGo
- E. Universalis
- Gallica
- Google
- G. Books
- G. News
- G. Scholar
- Persée
- Qwant
- (zh) Baidu
- (ru) Yandex
- (wd) trouver des œuvres sur Wikidata

Un implexe dans un arbre généalogique est un même ancêtre apparaissant à plusieurs endroits de l’arbre. La notion se rattache à celle de consanguinité définie par le droit canonique puis par le Code civil, mais l'évolution de la génétique ayant donné un sens tout différent à ce terme, il est préférable de ne pas l’utiliser[C'est-à-dire ?].
Implexe peut être adjectif – des cases d'un arbre généalogique sont implexes — ou substantif au sens de doublon (notion de redondance). On distingue indice d'implexe et taux d’implexe selon les sources, à ne pas confondre avec le coefficient de consanguinité.

## Origine
Le nombre théorique d'ancêtres d'une personne est multiplié par deux à chaque génération ascendante. En comptant en moyenne 25 ans par génération, une personne née en 1975 (soit génération 1) aurait 23 ancêtres à la quatrième génération nés vers 1900, 27 (128) à la huitième génération nés vers 1800, 211 (2 048) nés vers 1700 et 231 (2 147 483 648) nés au début du XIIIe siècle. Ces nombres d'ancêtres s'entendent « par génération », et pas en cumulant les ancêtres de toutes les générations. Or la population mondiale n'a atteint un milliard d’individus qu’au XIXe siècle.
Le tableau ci-dessous permet de mieux comprendre combien d'ascendants théoriques sont attendus à chaque génération (selon les publications, on parle de degré ou génération, celle-ci pouvant commencer à 1 pour l'individu racine ou bien pour la génération de ses parents).
| Degré | Génération | Nombre théorique d'individus | Commentaires               |
| ----- | ---------- | ---------------------------- | -------------------------- |
| 0     | 1          | 1                            | Individu souche (de cujus) |
| 1     | 2          | 2                            | parents                    |
| 2     | 3          | 4                            | grands-parents             |
| 3     | 4          | 8                            | etc.                       |
| 4     | 5          | 16                           |                            |
| 5     | 6          | 32                           |                            |
| 6     | 7          | 64                           |                            |
| 7     | 8          | 128                          |                            |
| 8     | 9          | 256                          |                            |
| 9     | 10         | 512                          |                            |
| 10    | 11         | 1024                         |                            |

La différence entre le nombre théorique et le nombre réel d'ancêtres s'explique par le fait que des « doublons » ou « ascendants répétés » apparaissent toujours dans l'arbre d'ascendance, et ce d'autant plus vite qu'il y a des mariages entre personnes apparentées à un degré plus ou moins proche. Ce type d'union consanguine est accentué en partie par les phénomènes d'endogamie qui poussaient (et poussent toujours) les membres de la société à trouver un conjoint au sein de la même communauté qu'elle soit géographique, sociale, parentale, professionnelle, confessionnelle. Il est faux de dire que cette endogamie impliquait inévitablement des tares génétiques.

## Exemples

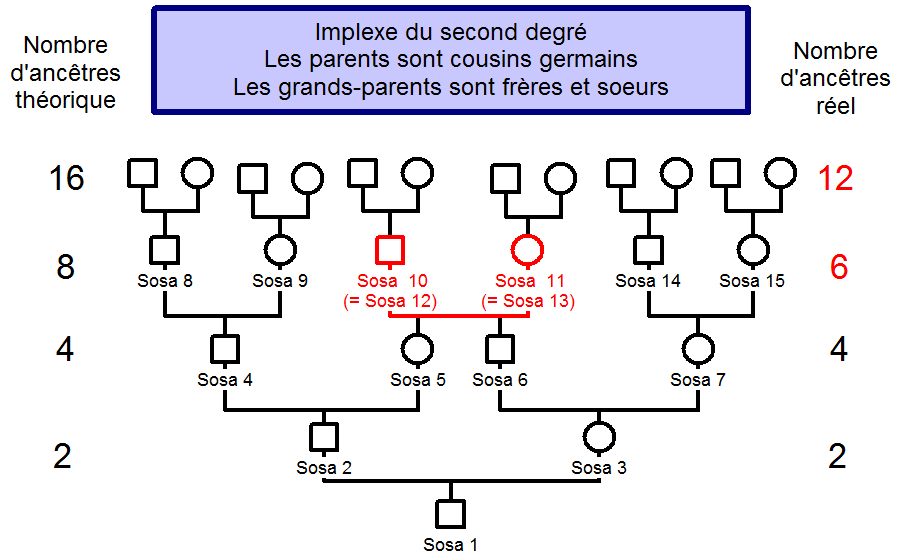
Couple en implexe.

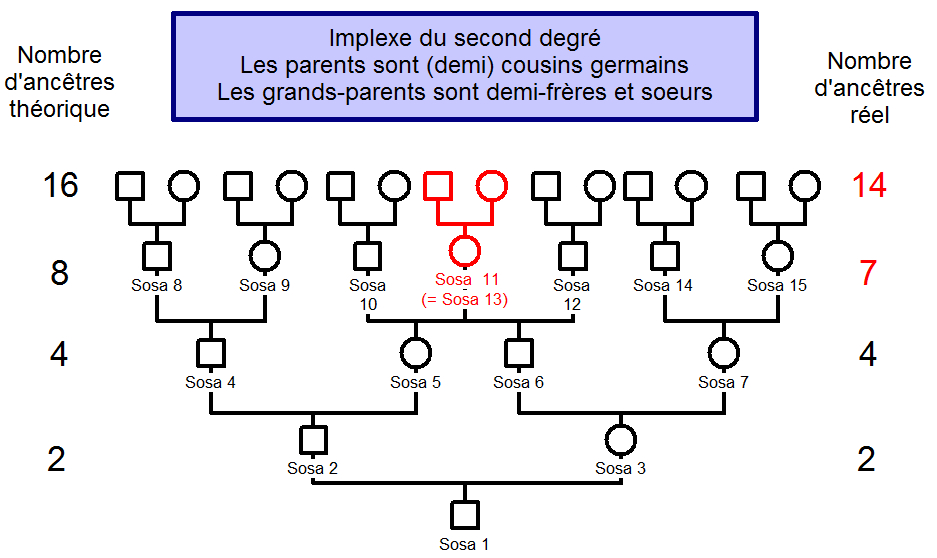
Individu unique en implexe.

Un implexe peut provenir d'un couple (exemple de gauche) comme d'un individu unique (en cas d'enfants issus d'un second lit, exemple de droite). Dans un cas comme dans l'autre, les descendants sont cousins.
Certains implexes proviennent d'ancêtres de générations différentes, le grand-père maternel est oncle de la grand-mère maternelle, ses parents apparaissent comme ancêtres à la quatrième et à la cinquième génération (cf. image « Implexe du second au troisième degré »).

## Indice et taux d'implexe
On peut calculer un indice d'implexe pour une génération donnée, aussi appelé implexe des ascendants, par la formule suivante :
{\displaystyle {\text{indice d’implexe}}(n)={\frac {\text{nombre d’ascendants différents à la génération n}}{\text{nombre d’ascendants théoriques}}}}
Un indice faible indique une consanguinité forte (parenté biologique) et un grand nombre de mariages entre ancêtres apparentés. 
On peut calculer le taux d'implexe pour la génération n par la formule suivante (multiplier par 100 pour mettre en pourcentage) : 
{\displaystyle {\text{taux d’implexe}}(n)={\frac {{\text{nombre d’ancêtres théorique à la génération n}}-{\text{nombre réel}}}{\text{nombre théorique}}}}
Le taux d'implexe est le pourcentage de « doublons » présents à la génération n. Un taux élevé indique un grand nombre de mariages entre ancêtres apparentés.
Par exemple, les enfants d'un mariage entre cousins germains (ces cousins ont donc des grands-parents en commun) ont un indice d'implexe à la génération 4 (celle de leurs arrière-grands-parents) de 6 / 8 = 0,75 car ces enfants n'ont que six arrière-grands-parents différents sur les huit « théoriques ». Quant au taux d'implexe il sera de (8-6) / 8 = 0,25 soit 25 %. 
Un cas célèbre de grand nombre d'implexes est celui du roi d’Espagne Alphonse XIII qui, à la 11e génération, n'avait que 111 ancêtres différents au lieu des 1 024 théoriques, ce qui donne un indice d'implexe de 111 / 1024 = 0,108, ou bien un taux de 89 % ((1024-111)/1024). Un autre exemple célèbre est celui des enfants de Louis XIV et Marie-Thérèse d'Autriche, qui n'ont que quatre arrière-grands-parents.

## Difficultés d'application aux situations réelles
Les deux formules données ci-dessus ne peuvent s'appliquer que pour les générations pour lesquelles tous les ancêtres sont connus.

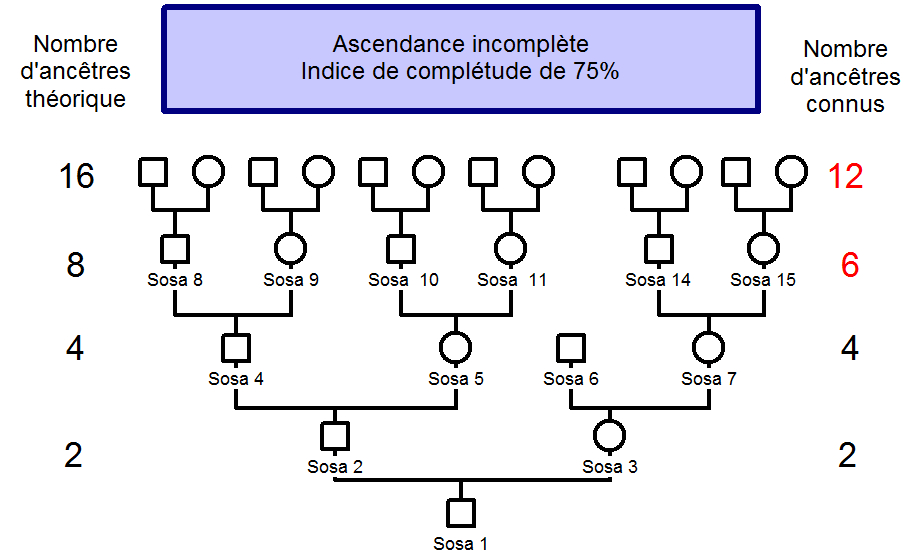
Complétude d'un arbre généalogique.

Dans l'exemple ci-contre, où les ascendants du SOSA 6 sont inconnus, le calcul du taux d'implexe (rapport ancêtres réels/ancêtres théoriques) donnerait 75 % alors que ce résultat est celui du taux de complétude des générations étudiées (rapport ancêtres connus/ancêtres théoriques). Ainsi, sitôt qu'il manque des ancêtres à une génération donnée le calcul de l'implexe ne peut plus fournir que des résultats a minima (aucun élément ne permettant d'affirmer que les ancêtres inconnus sont distincts ou non de ceux déjà présents dans l'arbre) ou totalement erronés (si la méthode assimile les individus inconnus à d'éventuels doublons).
Pour obtenir un résultat plus fiable sur des générations incomplètes, il faudrait utiliser une formule faisant le rapport entre nombre d'ancêtres trouvés à la génération n et nombre d'ancêtres distincts. La difficulté devient alors d'intégrer dans cette formule les implexes issus de générations différentes. 

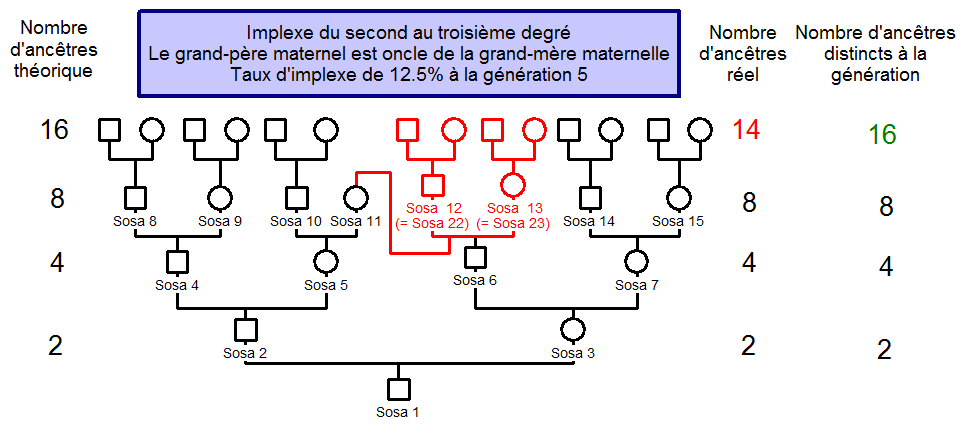
Implexe du second au troisième degré.

Dans l'exemple ci-contre d'implexe du second au troisième degré (le grand-père maternel étant oncle de la grand-mère maternelle), le même couple apparaît comme unique (portant à la fois les numéros Sosas 12-13 et 22-23) à deux générations distinctes. La formule de base donne bien un taux d'implexe de 12,5 % ((16-14)/16) à la cinquième génération, mais sur base de la nouvelle formule (rapport ancêtres distincts/ancêtres trouvés), le taux d'implexe devient 0 %, les ancêtres communs aux générations 4 et 5 étant considérés comme distincts.